# John O. Pastore
John Orlando Pastore (Providence, 17 de Março de 1907 — Cranston, 15 de Julho de 2000), mais conhecido por John O. Pastore, foi um jurista e político norte-americano do Partido Democrata. Foi Governador do estado de Rhode Island (1945-1959), estado que também representou no Senado dos Estados Unidos (1950-1976). Foi o primeiro ítalo-americano que ocupou um cargo de governador estadual e um assento no Senado federal.

## Biografia
Nascido em Providence, Rhode Island, filho dos imigrantes italianos Michele Pastore e Erminia Asprinio Pastore, frequentou o Classical High School da sua cidade natal e graduou-se em Direito na Northeastern University, de Boston, em 1931, tendo nesse mesmo ano começado a trabalhar como advogado em Providence. Foi eleito para a Câmara dos Representantes  de Rhode Island, onde  ocupou um assento entre 1935 e 1937. Foi procurador-geral adjunto do estado de Rhode Island entre 1937 e 1938 e novamente de 1940 a 1944.
Foi eleito vice-governador de Rhode Island (Lieutenant Governor of Rhode Island) em 1944, tendo assumido as funções de Governador  de Rhode Island em 1945 quando o Governador J. Howard McGrath se demitiu para ocupar o posto de procurador geral dos Estados Unidos (United States Solicitor General). Em 1946 Pastore foi eleito Governador de Rhode Island, cargo para o qual foi reeleito em 1948.
Em 1950 foi eleito para um dos assentos de Rhode Island no Senado dos Estados Unidos da América, em substituição de J. Howard McGrath, que se tinha entretanto demitido. Foi o primeiro italo-americano a ser eleito para aquele órgão. Foi sucessivamente reeleito para aquele lugar nas eleições para o Senado de 1952, 1958, 1964 e 1970, permanecendo em funções até 1976.
No Verão de 1964 coube-lhe pronunciar o discurso inaugural da Convenção Nacional do Partido Democrata, em Atlantic City, New Jersey, que renomeou Lyndon B. Johnson para candidato à Presidência dos Estados Unidos.
Ganhou a sua última eleição para o Senado em 1970, por 68% contra 32%, tendo como opositor John McLaughlin, um sacerdote jesuíta que concorria com uma plataforma de oposição à Guerra do Vietname. McLaughlin, que mais tarde abandonou o sacerdócio, ganharia fama como moderador do programa televisivo The McLaughlin Group.
No Senado coube a Pastore a presidência da Subcomissão de Comunicações, tendo ficado conhecido pela sua participação numa audição sobre a aprovação da contribuição federal para a PBS e para a Corporation for Public Broadcasting, onde deveria decidir sobre uma apropriação de fundos de 20 milhões de dólares proposta pelo ex-Presidente Lyndon Johnson. A audição realizou-se em 1 de Maio de 1969. Richard Nixon, ao tempo Presidente dos Estados Unidos, tinha contraposto uma redução de 10 milhões de dólares, devido às restrições financeiras resultantes da Guerra do Vietname. Na audição foi ouvido Fred Rogers, apresentador do programa Mister Rogers' Neighborhood, defendendo a manutenção da proposta inicial. Em cerca de 6 minutos de testemunho, Rogers falou da necessidade de educação sócio-emocional, demonstrando que apenas a televisão pública a poderia fazer. Pastore, que não conhecia o programa apresentado por Rogers e era descrito como brusco e impaciente, ouviu com interesse a exposição de Rogers e declarou que se emocionara com o que ouvira e depois de Rogers recitar a letra de "What Do You Do with the Mad that You Feel?", uma das canções do seu programa, Pastore declarou: "I think it's wonderful.  I think it's wonderful.  Looks like you just earned the $20 million.". No orçamento aprovado para 1971, a verba destinada à PBS subiu de 9 para 22 milhões de dólares.
Aposentou-se em 1976, fixando-se em Cranston, cidade onde viveu até falecer em 2000, vítima de insuficiência renal.